# Branden Dawson
Pour les articles homonymes, voir Dawson.
Branden Dawson, né le 1er février 1993 à Gary, Indiana, est un joueur américain de basket-ball. Il évolue aux postes d'ailier et d'ailier fort.

## Carrière professionnelle
Le 25 juin 2015, il est sélectionné à la 56e position de la Draft 2015 de la NBA par les Pelicans de La Nouvelle-Orléans mais il est transféré aux Clippers de Los Angeles contre une somme d'argent.
En juillet 2015, il participe à la NBA Summer League de Las Vegas avec les Clippers de Los Angeles. Après quatre matchs avec les Clippers, il tourne à 12,8 points et 10,2 rebonds en 25,5 minutes par match et signe pour le minimum et deux ans à Los Angeles.

## Clubs successifs
- 2011-2015 :  Spartans de Michigan State (NCAA).
- 2015 :  Clippers de Los Angeles (NBA).

## Statistiques

### Universitaires
Les statistiques en matchs universitaires de Branden Dawson sont les suivants :
| Année     | Équipe         | Matches | Titul. | Min./m. | %tir | %3pts | %l-f | rbds/m. | pass/m. | int/m. | ctr/m. | pts/m. |
| --------- | -------------- | ------- | ------ | ------- | ---- | ----- | ---- | ------- | ------- | ------ | ------ | ------ |
| 2011-2012 | Michigan State | 31      | 30     | 20,6    | 57,7 | 0,0   | 59,4 | 4,48    | 0,94    | 0,94   | 0,84   | 8,35   |
| 2012-2013 | Michigan State | 36      | 35     | 26,9    | 53,1 | 0,0   | 53,7 | 5,89    | 1,31    | 1,58   | 0,92   | 8,92   |
| 2013-2014 | Michigan State | 28      | 23     | 28,3    | 61,3 | 0,0   | 65,6 | 8,25    | 1,64    | 1,25   | 0,89   | 11,21  |
| 2014-2015 | Michigan State | 35      | 33     | 30,1    | 53,5 | 0,0   | 49,0 | 9,11    | 1,69    | 1,20   | 1,66   | 11,86  |
| Total     |                | 130     | 120    | 26,6    | 55,9 | 0,0   | 55,8 | 6,93    | 1,39    | 1,25   | 1,09   | 10,07  |

## Palmarès
- Second-team All-Big Ten (2015)
- Big Ten All-Defensive Team (2015)
- Big Ten All-Freshman Team (2012)
- McDonald's All-American (2011)
- Third-team Parade All-American (2011)